# Punta Sal
Punta Sal egy kis vízparti üdülőtelepülés Peru északnyugati részén, a Csendes-óceán partján. Házai az 1960-as évek elejétől kezdve épültek ki, mára már számos modern, többszintes épület található itt, köztük szállodák is.

## Elhelyezkedése
A település Tumbes megye Contralmirante Villar tartományának Canoas de Punta Sal nevű körzetében található. Közvetlen közelében halad el a Pánamerikai főútvonal is, annak 1187,5-es kilométerénél lehet leágazni a faluba. A legközelebbi város az innen 5,5 km-re északkeletre fekvő Cancas.
Maga a falu egy kis kiszögellésnél (spanyolul punta) épült fel, amelytől északkeletre egy védettebb öböl húzódik, majd egy másik kiszögellés következik. Mindkettőt szokták egyszerűen Punta Salként emlegetni, de megkülönböztetésül a délnyugatira használhatják a Punta Sal Grande, az északkeletire a Punta Sal Chico elnevezést is. Az év nagy részében a tenger itt nyugodt, az El Niño-hatásnak köszönhetően meleg és viszonylag szélcsendes, kiválóan alkalmas tengerparti fürdőzésre. A partmenti erózió olyan sziklás részeket is létrehozott, amelyek mélyen benyúlnak a víz alá, és ott fékezik az áramlásokat és a hullámzást, kedvező feltételeket alakítva így ki a homok lerakódásának, ezért a kiszögellésektől északkeletre homokos partok alakultak ki, de időszakonként a délnyugati sziklás részek is feltöltődnek homokkal.